# Boerke (strip)
Boerke is een Belgische stripreeks geschreven door Pieter de Poortere (1976). De stripreeks is naast België ook uitgegeven in Frankrijk, Spanje, Hongarije, Finland en de VS. In het Belgisch Stripcentrum staat een permanente expositie van Boerke. De reeks is gekenmerkt door woordloze grappen en verscheen vele jaren lang al in magazines zoals Humo en Knack. Ze zijn geliefd voor de cynische inhoud in een onschuldige tekenstijl. Ondertussen zijn er ook tekenfilms van Boerke.

## Strips
- Album 1 (2001): debuutalbum van Pieter de Poortere, waarvoor hij de prijs kreeg van het beste Nederlandstalige album van het jaar.[3]
- Album 2
- Album 3 Dit album gaat over Boerke doorheen de geschiedenis. Op dit album is een serie korte animatiefilms gebaseerd.
- Album 4
- Album 5
- De zoon van Hitler (2010). Het plot is gebaseerd op het idee dat Hitler een kind zou verwerkt hebben bij een poetsvrouw in de Eerste Wereldoorlog. Deze zou dan opduiken tijdens het einde van de Tweede Wereldoorlog, wanneer Hitler de nood voelt om een opvolger te hebben.[4]
- Boerke in Hollywood (2011)
- Prins Boerke (2014)
- Boerke Bijbel (2014): verzameling van de eerste 5 albums van Boerke.[1]
- Boerke in space (2016)
- Boerke kijkt kunst (2018)[5] Gags over kunst en kunstenaren.
- Boerke Bijbel 2 (2020): bundeling van bijna 200 paginagrappen die niet eerder in albumvorm verschenen zijn
- Boerke ontgoocheld (2021)

## Tekenfilmreeks
In 2021 werd een tekenfilmreeks over Boerke gelanceerd onder zijn internationale naam "Dickie". Het Amerikaanse Adult Swim maakte 52 afleveringen van twee minuten en die bestaan uit drie grappen van de reeks. In België zond Canvas de reeks uit.
De tekenfilmreeks won twee prijzen:
- London | Seasonal Short Film Festival, Verenigd Koninkrijk, categorie 'Shorter short';
- Madcap Comedy International Short Film Festival, Australië, categorie 'Best comic situation'.

Enkele nominaties:
- Gelos Comedy Film Festival, Rusland
- Chicago Indie Film Awards, Verenigde Staten
- Austin Lift-Off Film Festival, Verenigde Staten
- Cannes World Film Festival, Frankrijk (meerdere categorieën)
- We Like 'Em Short - Animation and Comedy Film Festival - Verenigde Staten
- New York International Film Awards, Verenigde Staten
- Paris International Film Awards, Frankrijk
- Ensor voor beste animatie[8]

Een tweede seizoen is gepland.